# Língua tofa
Tofa, também chamada tofalar ou karagas, é uma  língua túrquica falada no Oblast de Irkutsk, Rússia, pelo povo tofalar. Trata-se de uma língua ameaçada de extinção. Segundo as estimativas mais recentes, o número de falantes estaria entre 93 e menos de 40 pessoras.
A língua tofalar é muito próxima da língua tuvana, com a qual forma um continuum dialetal. O tuha e o tuvano tsengel podem ser dialetos tanto do tuvano como do tofa. O tofa compartilha um bom número de inovações com essas línguas, incluindo a mudança *d>z (como em *adaq > azak "pé") e o desenvolvimento de tons baixos em vogais historicamente curtas *et > èt "carne").

## Escrita
Tofa, embora quase não seja uma língua escrita, usa o alfabeto cirílico:
| А а | Б б | В в | Г г | Ғ ғ | Д д | Е е | Ә ә |
| Ё ё | Ж ж | З з | И и | I i | Й й | К к | Қ қ |
| Л л | М м | Н н | Ң ң | О о | Ө ө | П п | Р р |
| С с | Т т | У у | Ү ү | Ф ф | Х х | Һ һ | Ц ц |
| Ч ч | Ҷ ҷ | Ш ш | Щ щ | ъ   | Ы ы | ь   | Э э |
| Ю ю | Я я |     |     |     |     |     |     |

As letras adicionais próprias para o Tofa são Ғғ [ɣ], Әә [æ], Ii [iː], Ққ [q], Ңң [ŋ], Өө [œ], Үү [y], Һһ [h], Ҷҷ [d͡ʒ].  Além disso, a letra  ъ é por vezes usada depois de uma vogal para marcar um tom mais baixo, como em  эът "meat".

## Morfologia

### Pronomes
Tofa apresenta os seis pronomes pessoais:
| Singular             | Singular  | Plural               | Plural     |
| Tofa (transliterado) | Português | Tofa (transliterado) | Português  |
| -------------------- | --------- | -------------------- | ---------- |
| мен (men)            | Eu        | биъс (bìs)           | Nóse       |
| сен (sen)            | Tu'       | сілер (siler)        | Vós, Vocês |
| оң (oŋ)              | Ele/Ela   | оларың (olarıŋ)      | Eles Elas} |

Tofa também apresenta os pronomes бо "este", тээ "aquele", кум "quem", and чү "o que".